# Florent Mayet-Genetry
Florent Mayet-Genetry est un homme politique français né le 3 octobre 1783 à Paris et mort le 8 septembre 1855 à Paris.

## Biographie
Avocat à Bourges, il est maire de la ville de 1830 à 1848 et député du Cher de 1837 à 1839, siégeant dans la majorité soutenant la monarchie de Juillet.
Il fut marié à la femme de lettres Eugénie Hervieu.

### Sources
- « Florent Mayet-Genetry », dans Adolphe Robert et Gaston Cougny, Dictionnaire des parlementaires français, Edgar Bourloton, 1889-1891 [détail de l’édition]